# Boštjan Lekan
Boštjan Lekan (* 20. Januar 1966 in Domžale) ist ein ehemaliger jugoslawischer beziehungsweise slowenischer Biathlet.

## Sportliche Karriere
Boštjan Lekan lebt in Domžale startete für den SK Termit. Der Ausbilder beim slowenischen Militär begann 1986 mit dem Biathlonsport. Schon zum Beginn der Saison 1986/87 bestritt er seine ersten Rennen im Biathlon-Weltcup und wurde 86. eines Einzels und 74. eines Sprints. Mehrfach konnte er in seiner Karriere in die Punkteränge laufen. Erste internationale Meisterschaft wurden die Biathlon-Weltmeisterschaften 1989 in Feistritz an der Drau, wo er 67. des Einzels wurde. Bei den Biathlon-Weltmeisterschaften 1990 kamen in Minsk die Ränge 70 im Einzel, 42 im Sprint sowie als Startläufer mit Aleksander Grajf, Roman Klinc und Jure Velepec Achter im Staffelrennen und in gleicher Besetzung auch Zehnter mit der Mannschaft. Letztmals für Jugoslawien trat er bei den Biathlon-Weltmeisterschaften 1991 in Lahti an und kam auf den 36. Platz im Einzel. Seit der Saison 1991/92 startete Lekan für den neu geschaffenen Staat Slowenien. Schon bei den Olympischen Winterspielen 1992 in Albertville trat der junge Staat mit einem eigenen Biathlon-Team an, zu dem auch Lekan gehörte. Im Einzel wurde er 21., im Sprint lief er auf den 51. Platz. In der zwischenolympischen Saison kam der Slowene 1993 in Borowetz zu einem 36. Platz im WM-Sprint. 1994 folgte in Lillehammer die zweite Olympiateilnahme. Lekan wurde 59. des Einzels und mit Jure und Uroš Velepec sowie Janez Ožbolt Zehnter im Staffelrennen. 1995 wurde er in Antholz 41. des Einzels, 23. des Sprints und mit Ožbolt, Tomaž Globočnik und Tomaž Žemva 16. im Staffelwettkampf. Ein 52. Rang im Einzel und Platz 19 mit Jože Poklukar, Ožbolt und Globočnik im Staffelrennen bei den Biathlon-Weltmeisterschaften 1996 von Ruhpolding wurden nach zehn Jahren zum Abschluss von Lekans Karriere.

## Biathlon-Weltcup-Platzierungen
| Platzierung                               | Einzel | Sprint | Verfolgung | Massenstart | Team | Staffel | Gesamt |
| ----------------------------------------- | ------ | ------ | ---------- | ----------- | ---- | ------- | ------ |
| 1. Platz                                  |        |        |            |             |      |         |        |
| 2. Platz                                  |        |        |            |             |      |         |        |
| 3. Platz                                  |        |        |            |             |      |         |        |
| Top 10                                    |        |        |            |             | 1    | 2       | 3      |
| Punkteränge                               | 5      | 3      |            |             | 1    | 5       | 14     |
| Starts                                    | 33     | 28     |            |             | 1    | 5       | 67     |
| Stand: Karriereende, Daten nicht komplett |        |        |            |             |      |         |        |